# Dinan
Dinan (en bretó i gal·ló, Dinan) és un municipi francès situat al departament de Costes del Nord i a la regió de Bretanya.

## Demografia
| 1962                                       | 1968   | 1975   | 1982   | 1990   | 1999   |
| ------------------------------------------ | ------ | ------ | ------ | ------ | ------ |
| 12.847                                     | 13.147 | 13.429 | 12.267 | 11.591 | 10.907 |
| Des de 1962: població sense dobles comptes |        |        |        |        |        |

## Administració
| Període   | Identitat     | Partit |
| --------- | ------------- | ------ |
| 1965-1983 | Yves Blanchot | RPR    |
| 1983-     | René Benoît   | UMP    |

## Llengua bretona
- A l'inici del curs 2007, el 4,5% dels infants del municipi eren inscrits en la primària bilingüe.[1]